# 超巨星
超巨星是質量、體積最大，且光度最亮的恆星，絕對星等在-3～-8等之間，溫度範圍從3,450K至20,000K不等，盤據在赫羅圖頂端位置的區域。

## 定義
超巨星這個頭銜，適用於恆星，但是沒有一個具體的定義。最初，埃納·赫茨普龍只提出巨星這個類型，但很明顯的，它們在赫羅圖中落在兩個不同的區域。一個區域包含更大、更亮，光譜類型從A到M的恆星﹐稱為巨星。其次，雖然它們都沒有可測量的視差，但很明顯的，這些恆星中的一些體積確實比較大和比較明亮，很快的就產生超巨星這個名詞。

### 光譜光度類型

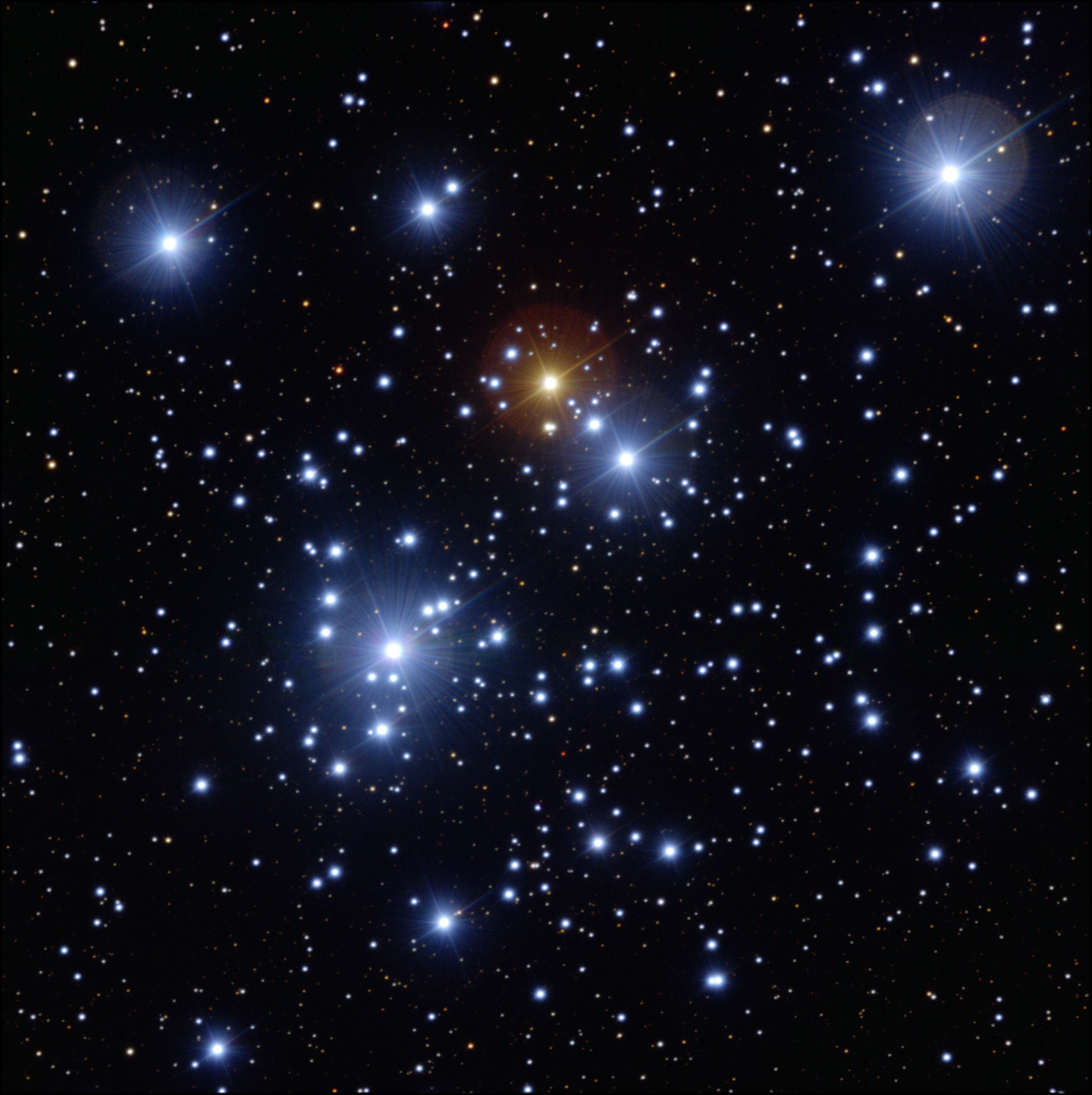
在NGC 4755中最亮的恆星，其中4顆都是藍超巨星，在中心還有一顆紅超巨星（ESO VLT）。

超巨星可以根據他的光譜來識別，有獨特的細緻譜線與高光度，和低表面重力。在1897年，安東妮亞·莫里根據光譜線的寬度劃分恆星的類型，她識別出譜線最窄的恆星是c類。然而，當時還不知道這些都是最耀眼的恆星。在1943年，摩根和肯納分類和定義恆星光譜光度時，I指的就是超巨星。現在仍在使用相同系統的MK亮度分類，已在提高解析度的現代光譜下得到改進。每個光譜類型，從年輕的藍色O型到高度演化的紅色M型都有超巨星。因為它們的體積比主序列和相同光譜類型的恆星都要巨大，所以它們的表面重力較低，這些可以從它們譜線輪廓上的變化觀察到。超巨星也會演化出比主序星更多和更高階的重元素。這是以MK光度系統為基礎，它完全只依據觀察到的光譜來做的亮度分類。
除了低表面重力和核融合造成的譜線變化，最耀眼的這些恆星還有高質量損耗率，並驅散恆星周圍的物質產生雲層，這些物質可以產生像是天鵝座P和禁線等發射線。MK系統分配給超巨星的光度類型是Ia和Ib；0（零）或Ia+則是特超巨星。實際上，這樣的分類還是不能很好的定義，因此有更多的細分以達到連續性，例如Iab就是用於中等光度的超巨星。超巨星的光譜經常還會加上特別的標註以呈現光譜特質，例如B2 lae或F5 Ipec。

### 發展中的超巨星
超巨星也可以被定義為某些恆星在演化歷史中的特定階段。初始質量在8-10 M☉以上的恆星，很快的耗盡它們的氫氣之後，順利的啟動氦融合的反應，並在耗盡氦之後繼續融合更重的元素，直到它們形成鐵芯，此時核心坍縮產生II型超新星。一旦這些大質量的恆星離開主序帶，它們的大氣層就會膨脹，於是就會被描述為超巨星。初始質量低於10 M☉的恆星，永遠不會形成鐵芯，因而在演化的條件下儘管光度能達到太陽的數千倍，也不會變成超巨星。在氦耗盡之後，它們無法融合碳和更重的元素，所以最終只是失去外層，留下成為白矮星的核心。當這些恆星具有氫和氦燃燒殼層的階段，就會進入漸近巨星分支（AGB）的階段，逐漸成為越來越亮的M型星。質量介於8-10 M☉的恆星，可能有足夠的碳在AGB階段產生氧、氖核和電子捕獲超新星，但天體物理學家將這種歸類為超漸近巨星分支星（super-AGB star），而不是超巨星。

### 恆星演化阶段分類的校对
下面这些演化阶段的恆星是不是超巨星很不好说，总之有超巨星的光譜特徵，或有近似超巨星的光度。
- 漸近巨星分支（AGB）是低質量紅巨星后期阶段，在光度上接近紅超巨星阶段的更大質量天体，但由於質量低，處於不同的燃燒階段（氦殼燃燒），它們會以不同的方式結束生命（行星狀星雲和白矮星，而不是超新星）。7–10 M☉（某些模型較高，是12 M☉左右[11]）质量的恆星開始有比氦重的融合，與AGB有許多共同的特性，例如熱脈衝，所以有人叫它們超級漸近巨星分支星（super-AGB star）。还有人因為它們可以進行超新星爆炸，叫它們描述為低質量的超巨星[12]。金牛座RV的質量比太陽的低，但有著Ia（明亮的超巨星）的光度分類。室女座W型變星，包括室女座W本身，有超巨星的光度，正在執行藍迴圈觸發的熱脈衝。很少數的米拉變星和其他的後漸近巨星分支星也屬於超巨星，例如帝座（武仙座α）。
- 經典造父變星雖然只有最亮和最大的能實際發展出鐵芯，但通常也屬於超巨星的光度類型。他們大部分都是中等質量的恆星，在核芯只能融合氦元素，但最終都將轉化為漸近巨星分支星。造父一（仙王座δ）本身就是個例子，它的光度高達2,000 L☉，但質量只有4.5 M☉。
- 沃夫–瑞葉星也會演化成高質量光度星，比多數的超巨星更熱但更小，視覺上雖然不是很亮，但高溫使它們的光度增加。它們的光譜主要是氦和其他的重元素，通常很少或根本沒有氫，這是它們本質的線索，發展甚至會超過超巨星。就像漸近巨星分支星在赫羅圖上出現的區域幾乎與紅超巨星一致，沃夫–瑞葉星在赫羅圖上也出現在與最熱的藍超巨星和主序星相同的位置
- 質量最大和最亮的主序星迅速的演化，使它們幾乎無法和超巨星區分開來。它們有著幾乎相同的溫度和非常相似的光度，只有最仔細的分析才可以從光譜特徵上辨識出區域緊鄰的O型主序星和O型超巨星。這些O型超巨星和WNLH沃夫–瑞葉星共用許多特徵，像是slash星（英语：Wolf–Rayet star # Slash stars）的光譜類型就介於兩者之間。
- 高光度藍變星（LBVs）在赫羅圖上與藍超巨星在相同的區域，但一般都將它們分為不同類型。它們是演化中、膨脹、大質量和明亮的恆星，通常是特超巨星，但是它們有非常特殊的光譜變異性，不同於標準光譜賦予的值。LBVs只有在特定的時間或一段時間才能觀察，當它們在週期之外時是穩定的，可能只會因為它們的亮度被認為是熱的超巨星或LBVs的候選者。
- 特超巨星雖然在重要性上只是一顆特別明亮的超巨星，但是經常被認為不屬於超巨星的類型。它們是演化、膨脹、巨大和發光的恆星，就如同超巨星。但是它們在最大質量和亮度上是極端的。而由於極端的光度和不穩定性，會有高質量流失率，並具有額外的特殊性質。因為高質量的損失和一些增加的光度，會使它們的不穩定性增加，通常只有極端演化的超巨星才會顯示特超巨星的性質。
- 一些B[e]星是超巨星，但是其他的B[e]星顯然不是。一些研究人員將B[e]星從超巨星的類型中排除，但有些研究者則傾向將B[e]星定義為超巨星的子群。因為B[e]星的現象出現在許多不同類型的恆星，包括一些顯然只是超巨星生命中的一個階段，後者已經得到較普遍的認知與理解。

## 性質

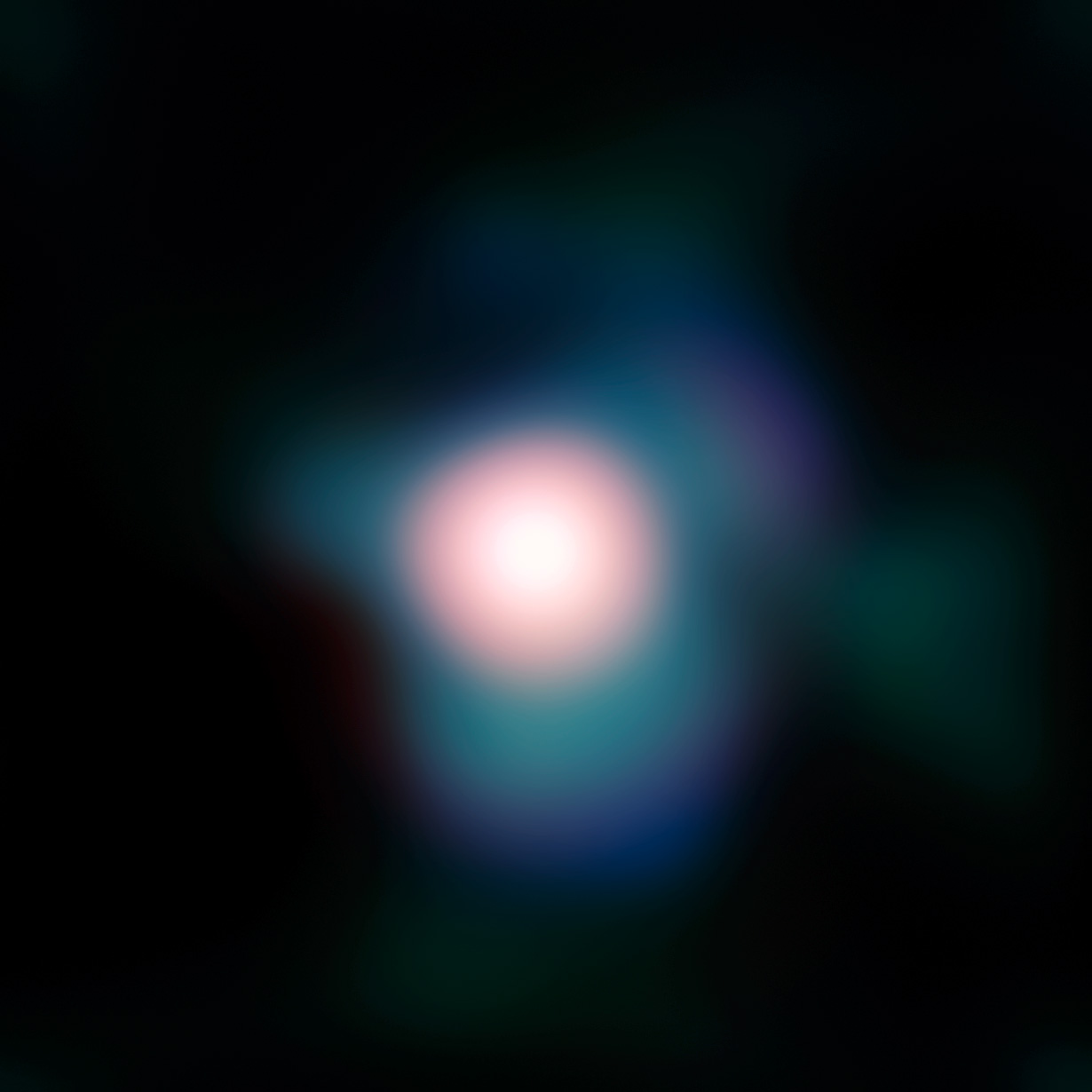
參宿四的圓盤和大氣（ESO）

超巨星的質量介於8至12倍太陽質量以上，和光度大約從1,000到超過100萬倍太陽的光度。它們的半徑有很大的差異，通常是太陽半徑（R☉）的30至500倍。它們的質量也足夠在核心簡併之前進行氦融合的燃燒，沒有氦閃，也沒有低質量恆星所經歷的強大上翻。他們繼續點燃更重元素的燃燒，直到鐵的產生。也因為它們的大質量，它們注定爆炸成為超新星。
斯特凡-波茲曼定律支配了紅超巨星相對於藍超巨星有相對涼爽的表面，即單位面積輻射的能量要少得多；因此，對於一個給定的光度，紅超巨星要比對應的藍超巨星大。輻射壓力限制最大的低溫超巨星半徑大約落在1,500–2,600 R☉，和質量最大的熱超巨星光度大約是100萬L☉（Mbol around −10）。在這附近和偶爾超過極限的恆星會變得不穩定、跳動，並經歷快速的質量流失。

### 表面重力
超巨星的光度類別是依據光譜特徵分配的，主要是測量表面重力，雖然這樣的恆星也受到其它屬性，如微湍流的影響。超巨星的表面重力通常在log(g)2.0cgs或更低，然而明亮的巨星（光度類別為II）在統計學上有非常相似於正常Ib超巨星的表面重力。低溫的超巨星表面有較低的表面重力，而最明亮（和不穩定）的恆星其log(g)在零的附近。越熱的超巨星，即使有更明亮的光度，由於質量巨大和半徑較小，表面重力大約是1。

### 溫度
在所有主要的光譜類型和整個的溫度範圍，從M型中間附近的3,000至3,450K的低溫，到最熱超過40,000K的O型，都有超巨星。 通常沒有發現溫度比中M更低的超巨星。這在理論上是可以預期的，因為這將會是災難性的不穩定；然而，在諸如人馬座VX等極端的恆星中，有潛在的例外。
雖然從O到M的每一種光譜類型中都有超巨星，但大多數的超巨星都是光譜型B，比其它光譜類型的總和還要多。最小的一個群組包括亮度非常低的G型超巨星，這些中間質量的恆星會在核心燃燒氦，然後成為漸近巨星分支星。一個明顯的群組，甚至比同類光譜的主序星更多，是由最前面的B（B0-2）和很後面的O（O9.5）這些高亮度的超巨星組成。
藍色、黃色和紅色超巨星的相對數量是恆星演化速度的指示器，被用來做為大質量恆星演化模型的有力測試。

### 光度
超巨星或多或少的佔據在赫羅圖整個上端水平的位置，但在不同的光譜類型上有一些變化。這些變化的部分原因是因為用不同的方法測量不同光譜類型的光度，有部分是恆星在物理上實際的差異。
恆星的全波段光度反映了所有波長電磁輻射的總輸出。對於非常熱和非常涼的恆星，全波段光度顯著的高於視光度，有時因數大小會達到5甚至更多。這種全波段校正對B光譜的中間、K的後段和M的前段類型大約是1星等，對O和中間的M類型大約是3星等（因數為15）。
所有的超巨星都比相同溫度的主序星更大、更明亮。這意味著熱超巨星位於明亮的主序星之上一個相對狹窄的波段。一顆B0主序星的絕對星等大約是-5，這意味著所有的B0超巨星的絕對星等都比-5更明亮。即使最黯淡的藍超巨星，全波段光度都是太陽（L☉）的數萬倍。最亮的可以是over a million L☉，並且經常是不穩定的天鵝座α型變星和高光度藍變星。
最熱的超巨星與最前端的O型星超越主序帶的O型星與巨星之上佔據在極狹窄的光度範圍內。它們的光譜不能與一般（Ib）或明亮（Ia）的超巨星歸類在一起，通常需要附加其它的修飾語，像是"f"表示有氮和氦的發射線（例如HD 93129A的光譜是O2If）。
黃超巨星被認為其絕對星等比-5等黯淡許多，在一些例子中只有-2等左右（例如英仙座14）。全波段校正的值大約是零，它們的光度大約只是太陽的數百倍。然而，它們不是大質量恆星；相對的，它們只是表面重力特別低的中等質量恆星，而且通常是不穩定的，例如脈動的經典造父變星。這些中等質量的恆星在演化中相對持久的一個階段會被歸類為超巨星，低光度的黃超巨星在演變中佔了很大的數量。最明亮的黃色恆星，黃特超巨星，是在視覺上最明亮的恆星，它的絕對星等大約是-9等，但依然低於100萬L☉。
紅超巨星的亮度有一個明確的上限，大約是50萬L☉。比這更亮的恆星會在離開主序帶之後，迅速的將它的外層脫落，使它依然維持熱超巨星的狀態。多數紅超巨星是10-15 M☉的主序星，並且光度在100,000 L☉之下，只有極少數是M類型的亮超巨星（Ia）。歸類為光度最暗的紅超巨星通常是漸近巨星分支星或後漸近巨星分支星，是高度膨脹和不穩定的低質量恆星，像是金牛座RV型變星。大多數的漸近巨星分支星被歸類為巨星（III）或亮巨星（II），但是特別不穩定的恆星，像是室女座W型變星，可能被歸類為超巨星（例如，室女座W自身）。最暗的紅超巨星其絕對星等大約是-3等。

### 變異性

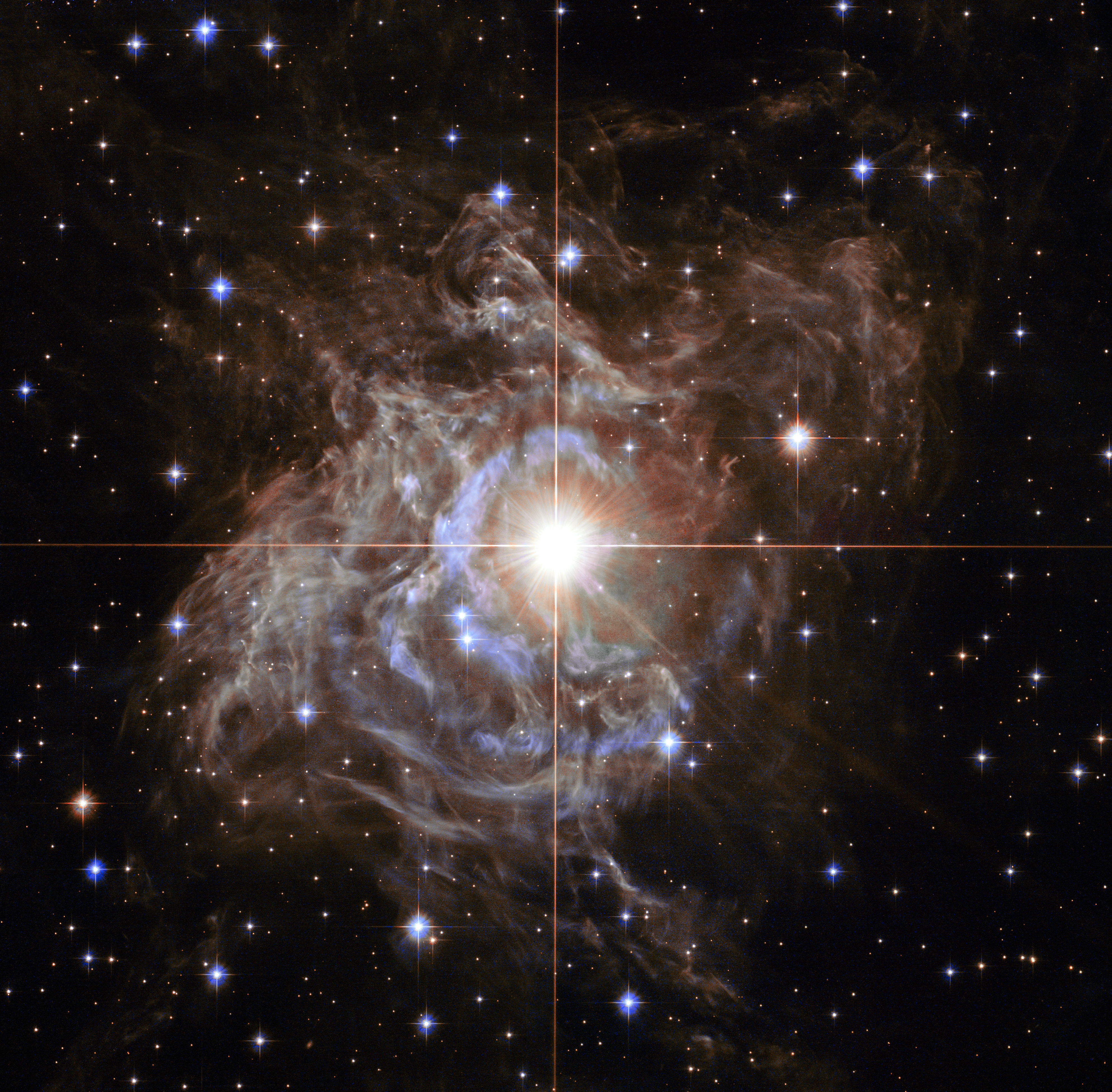
船尾座RS是一顆超巨星和經典造父變星。

雖然大多數超巨星，像是天鵝座α型變星、半規則變星和不規則變星，顯示了某種程度的光度變異性，但某些類型的變異有很好定義的。不穩定帶跨越過超巨星的區域，尤其有許多黃超巨星是經典造父變星。同一區域的不穩定延伸到一種極其罕見和短命的亮巨星類型，即包括更明亮的黃特超巨星。  許多北冕座R型變星，然而不是全部，是黃超巨星，但這種變化是由於它們不尋常的化學成分，而不是物理的不穩定。
更進一步類型的變星，像是金牛座RV型變星和望遠鏡座PV型變星，通常描述為超巨星。金牛座RV型變星RV由於他們的低表面重力，使得其光譜經常被歸類為超巨星類，而它們通常是最明亮的漸近巨星分支星和後漸近巨星分支星，有著與太陽相似的質量；同樣的，更罕見的望遠鏡座PV型變星也經常被歸類為超巨星，但是光度比超巨星黯淡，並且和奇特的B[e]一樣，光譜中極為缺乏氫。可能它們也是後漸近巨星分支星或是再生的漸近巨星分支星。
高光度藍變星具有多個半規則週期週期與不太能預測的噴發和巨大的爆發。它們通常是超巨星或特超巨星，偶爾出現沃夫–瑞葉星的光譜 －極端明亮、大質量，演化出有者擴展外層的恆星，但它們是非常獨特和異常的，因此經常被作為單獨的類別對待，不使用分配給超巨星或巨星的光譜類型。通常，因為它們具有奇特的性和高度變化的光譜特徵，與溫度變化會從8,000K到爆發時的20,000K，或更多時是安靜的，因此它們的光譜類型就會被賦予LBV的標示。

### 化學豐度
超巨星表面各種元素的豐度不同於低光度的恆星。超巨星是演化中的恆星，可能已經經歷了融合產物至表面的對流。
由於對流的作用將核融合的產物挖掘到表面，和質量非常大的主序星，在殼層燃燒的上翻和外層的損失，涼爽的超巨星顯示表面的氦和氮含量量有增加。氦是在核心和殼層中的氫融合形成的，氮是在碳氮氧循環的核融合過程中相對於碳和氧積累的。同時，碳和氧的豐度會減少。紅超巨星可以從光度區別，但是低質量的漸近巨星分支星經由深度的上翻，有不尋常的化學元素，包括碳-13、鋰和S-過程的元素在表面。晚期的漸近巨星分支星可以變得高度富氧，產生氫氧邁射。
較熱的超巨星會顯示不同水準的氮富集。這可能是由於在主序帶的旋轉或因為一些藍巨星是新近從主序帶演變過來，而其它是以前就經過紅超巨星的階段。因為碳氮氧循環的物質對流到表面和表層完全的流失，後紅超巨星的氮相對於碳的水準通常較高。表面的氦在後紅超巨星中也有顯著的增加，意味著超過三分之一的大氣。

## 演化
O型主序星和質量最大的B型藍白色恆星會演化成為超巨星。由於這些恆星極端的質量，它們的壽命都很短，只在數十萬年至3,000萬年之間。主要是在星系的年輕結構，例如疏散星團和螺旋星系的懸臂，以及不規則星系中，觀察到它們。它們在螺旋星系的核球中的數量不多，也很少在主要由老年恆星構成橢圓星系或球狀星團中觀察到。
當大質量的主序星耗盡核心中的氫燃料時，會像低質量的恆星一樣，它們開始膨脹，超巨星就這樣發展起來。不同於低質量恆星的是，它們在核心的氫耗盡之後不久，就會順利的進行氦融合反應。這意味著它們的亮度不會像低質量恆星那樣明顯的增加，而是幾乎水平的在赫羅圖中前進，成為紅色的超巨星。另一點與低質量恆星不同的是，紅超巨星有足夠的質量可以融合比氦更重的元素。所以他們不會在氫氦氦和燃燒一段時間之後，不會將外殼的大氣散逸成為行星狀星雲；反而是繼續在核心燃燒較重的元素，直到他們塌縮。他們不會失去太多的質量來形成白矮星，所以它們在核心坍陷發生超新星爆炸之後，會留下一顆中子星或黑洞的遺骸。
質量大約超過40 M☉或更大的恆星，不會膨脹成為紅超巨星。因為它們燃燒得太快，很快就會失去外層，到達藍超巨星或者黃超巨星的階段，然後返回成為更熱的恆星。質量最大的恆星，大約超過100 M☉，幾乎不會從O型主序星的位置上移動。它們的熱對流非常有效，會將表面的氫混合至核心。它們會繼續融合氫，直到整顆恆星的氫都被耗盡。然後通過一系列類似恆星的熱和發光階段迅速演化：超巨星、slash星、WNh-、WN-、和可能是WC-或WO-型的恆星。預期它們都會成為超新星爆炸，但目前還不清楚它們會演化到甚麼程度。這些核心還在燃燒的超巨星，可能需要一個稍微複雜的超巨星定義：有著更大體積和亮度的大質量恆星，由於核融合還在進行並有新元素的累積，但仍然有一些氫還存在。
宇宙中的第一顆恆星，被認為比現仍存在於宙中的恆星更為明亮，質量也更大。這些恆星被認為是第三星族，它們的存在是解釋在類星體的觀測中，只有氫和氦這兩種元素的譜線所必須的。它們可能比現今已知的任何超巨星都更巨大、更明亮；它們的結構完全不同，有著簡約的對流和較少的質量流失。它們短暫的壽命可能以暴烈的光分解或不穩定對超新星而告終。

## 超新星前身
大部分II型超新星的前身被認為是紅超巨星，而罕見的Ib/c超新星是由更熱的，已經失去完全失去氫大氣層的沃夫–瑞葉星演化形成。顧名思義，超巨星註定要以暴烈的方式結束它們的生命。質量夠大的恆星開始融合比氦重的元素，並且似乎沒有任何辦法失去足夠多的質量，以避免災難性的核心塌陷，儘管有星恆星可能塌陷，進入自己中心的黑洞，然而幾乎沒有痕跡。
簡單的"洋蔥"模型顯示，紅超巨星不可避免地發展出鐵芯，然後爆炸，已被證明過於簡單。不尋常的II型超新星1987 A的前身是藍超巨星，然而人們認為它已經度過了生命中的紅超巨星階段，絕對不是一種特殊的情況。現在的很多研究都聚焦在藍超巨星如何作為超新星爆炸，以及紅超巨星如何存活下來，再進而演化成為更熱的超巨星。

## 著名的例子
超巨星是罕見的短命恆星，但是它們的高亮度意味著有許多肉眼可見的例子，也包括天空中一些最亮的恆星。獵戶座中最亮的參宿七是一顆典型的藍超巨星；天鵝座中最亮的天津四是一顆白超巨星；仙王座造父一是造父變星的原型，是黃超巨星；參宿四、心宿二和盾牌座UV是紅超巨星。仙王座μ是肉眼可見最紅的星，也是銀河系中最大的恆星之一。仙后座ρ是一顆黃超巨星的變星，也是肉眼可見最明亮的恆星之一。

## 外部連結
- Tempesti, Piero (编). . Curcio. 1979.
- http://alobel.freeshell.org/rcas.html （页面存档备份，存于）
- http://www.solstation.com/x-objects/rho-cas.htm （页面存档备份，存于）